# Gertrud Kappel
Pour les articles homonymes, voir Kappel.
Gertrud Kappel, née le 1er septembre 1884 à Halle-sur-Saale et décédée le 3 avril 1971 à Höllriegelskreuth est une chanteuse d'opéra allemande (soprano), célèbre pour ses interprétations des rôles wagnériens.

## Biographie
Gertrud Kappel étudie d'abord au conservatoire de Leipzig. D'abord alto, elle passe au registre de soprano. Sa première apparition sur scène est en 1907 dans le rôle de Leonore (Fidelio) à l'opéra de Hanovre, où elle travaille jusqu'en 1921. De 1921 à 1927, elle est engagée à l'opéra de Vienne et de 1927 à 1932 à l'opéra d'État de Munich. De 1927 à 1936, elle chante au Metropolitan Opera. Elle termine sa carrière en 1937.
Le 14 août 1922, elle interprète le rôle de Donna Anna dans Don Giovanni au Festival de Salzbourg, dirigé par Richard Strauss. Entre 1920 et 1933, elle chante au moins 57 fois à l'opéra de Vienne. Dans les années 1930, elle est invitée au Festival de Bayreuth.
Gertrud Kappel interprète les principaux rôles wagnériens : Senta, Ortrud, Kundry, Isolde et Sieglinde. Elle obtient de beaux succès dans les opéras de Richard Strauss, Elektra et Der Rosenkavalier. Dans l'opéra italien, elle se produit dans Aida ou Tosca. On la voit dans des œuvres rarement jouées, comme le rôle-titre de Violanta de Korngold ou Valentine dans Les Huguenots.

## Source de traduction
- (de) Cet article est partiellement ou en totalité issu de l’article de Wikipédia en allemand intitulé « Gertrud Kappel » (voir la liste des auteurs).